# Tomáš Drahoňovský
Tomáš Drahoňovský (* 6. srpna 1984 Turnov) je český moderátor a novinář.

## Životopis
V roce 2007 vystudoval žurnalistiku na Fakultě sociálních věd Univerzity Karlovy a získal titul bakaláře, v roce 2009 dokončil studia mezinárodních vztahů a evropských studií na Metropolitní univerzitě Praha. V letech 2002–2005 pracoval pro Deníky Bohemia jako externí regionální reportér. V období od září 2004 do prosince 2005 působil v Českém rozhlase, poté odešel do Lidových novin, kam psal do srpna 2006.
Od června 2006 do dubna 2014 pracoval v FTV Prima, kde se zabýval českou politickou scénou, od srpna 2010 moderoval hlavní zpravodajskou relaci a od srpna 2013 editoval Odpolední zprávy. Od května 2014 působil v České televizi jako reportér a moderátor zpravodajství. Od ledna 2015 spolu s Vladimírem Keblúškem moderoval pořad Týden v politice.
V červnu 2021 oznámil, že z České televize odchází. Přijal totiž nabídku Plzeňského Prazdroje, kde působí na pozici manažera řemeslných piv a pivních speciálů pro Česko a Slovensko.
Je ženatý, má dvě dcery. Zpívá s kapelou Funk Corporation.